# Sam Bailey
Sam Bailey (født 29. juni 1977) er en engelsk sanger, der vandt sæson 10 af den britiske udgave af X Factor.